# Габріел (футболіст, 1992)
Габріел Васконселос Феррейра (порт. Gabriel Vasconcelos Ferreira, нар. 27 вересня 1992, Унаї) — бразильський футболіст, воротар клубу «Корітіба». Грав за національну збірну Бразилії.
Переможець Ліги Мінейро. Володар Суперкубка Італії з футболу. 

## Клубна кар'єра
Народився 27 вересня 1992 року в місті Унаї. Вихованець футбольної школи клубу «Крузейру». З 2010 року юний голкіпер почав потрапляти до заявки основної команди клубу, утім був резервним воротарем і в жодному з турнірів за основу «Крузейру» на поле не виходив.
2012 року, після успішних виступів у складі молодіжної та олімпійської збірних Бразилії, був запрошений до італійського «Мілана», як гравець «на перспективу», адже у команді на той час грали Крістіан Абб'яті і Марко Амелія. Утім у сезоні 2013/14 молодий бразилець отримав свій шанс підвищити свій статус у команді і відіграв у семи матчах Серії A. Однак рівень продемонстровуваної ним гри не справив належного враження на керівництво «россо-нері», і його було вирішено віддати в оренду.
Тож більшу частину свого контракту з «Міланом», який тривав до літа 2018 року, Габріел провів в орендах, спочатку у друголіговому «Карпі», згодом у командах Серії A «Наполі» і «Кальярі», і насамкінець знов у друголіговому «Емполі». При цьому якщо у склади представників Серії B бразилець був здебільшого основним воротарем, то команди вищого дивізіону брали його в оренду для підстраховки своїх основних голкіперів.
Після завершення контракту з «Міланом» гравець вирішив залишитися в Італії і 17 серпня 2018 року на правах вільного агента приєднався до друголігової «Перуджи».
У липні 2019 року уклав дворічну угоду з «Лечче», який після семирічної перерви повернувся до Серії A і посилював свій склад для вирішення завдання збереження прописки в елітному італійському дивізіоні. За результатами першого ж сезону в найвищому дивізіоні «Лечче» із цим завданням не впорався і наступні два сезони бразильський голкіпер захищав його ворота на рівні другого італійського дивізіону.
2022 року повернувся на батьківщину, ставши гравцем «Корітіби».

## Виступи за збірні
2011 року залучався до складу молодіжної збірної Бразилії. На молодіжному рівні зіграв у 16 офіційних матчах, пропустив 12 голів. Був основним голкіпером бразильської «молодіжки» на обох тогорічних турнірах — чемпіонату Південної Америки і чемпіонату світу, обидва з яких завершилися тріумфом саме його команди.
2012 року захищав кольори олімпійської збірної Бразилії на тогорічних Олімпійських іграх у Лондоні, де був основним вороатерем і здобув олімпійське «срібло».
2012 року дебютував в офіційних матчах у складі національної збірної Бразилії.

## Статистика виступів

### Статистика клубних виступів
Станом на 6 травня 2022 року
| Сезон                | Команда              | Чемпіонат            | Чемпіонат | Чемпіонат | Національний кубок | Національний кубок | Національний кубок | Континентальні кубки | Континентальні кубки | Континентальні кубки | Інші змагання | Інші змагання | Інші змагання | Усього | Усього |
| Сезон                | Команда              | Ліга                 | Ігор      | Голів     | Ліга               | Ігор               | Голів              | Ліга                 | Ігор                 | Голів                | Ліга          | Ігор          | Голів         | Ігор   | Голів  |
| -------------------- | -------------------- | -------------------- | --------- | --------- | ------------------ | ------------------ | ------------------ | -------------------- | -------------------- | -------------------- | ------------- | ------------- | ------------- | ------ | ------ |
| 2010                 | «Крузейру»           | A                    | 0         | -0        | -                  | -                  | -                  | КЛ                   | 0                    | -0                   | -             | -             | -             | 0      | -0     |
| 2011                 | «Крузейру»           | ЛМ+A                 | 0         | -0        | -                  | -                  | -                  | КЛ                   | 0                    | -0                   | -             | -             | -             | 0      | -0     |
| січ.-черв. 2012      | «Крузейру»           | A                    | 0         | -0        | КБ                 | 0                  | -0                 | -                    | -                    | -                    | -             | -             | -             | 0      | -0     |
| Усього за «Крузейру» | Усього за «Крузейру» | Усього за «Крузейру» | 0         | -0        |                    | 0                  | -0                 |                      | 0                    | -0                   |               | -             | -             | 0      | -0     |
| 2012–13              | «Мілан»              | A                    | 0         | -0        | КІ                 | 0                  | -0                 | ЛЧ                   | 0                    | -0                   | -             | -             | -             | 0      | -0     |
| 2013–14              | «Мілан»              | A                    | 7         | -10       | КІ                 | 0                  | -0                 | ЛЧ                   | 0                    | -0                   | -             | -             | -             | 7      | -10    |
| 2014–15              | «Карпі»              | B                    | 39        | -23       | КІ                 | -                  | -                  | -                    | -                    | -                    | -             | -             | -             | 39     | -23    |
| 2015–16              | «Наполі»             | A                    | 1         | -3        | КІ                 | -                  | -                  | ЛЄ                   | 3                    | -2                   | -             | -             | -             | 4      | -5     |
| 2016-січ. 2017       | «Мілан»              | A                    | 0         | -0        | КІ                 | 0                  | -0                 | -                    | -                    | -                    | СІ            | 0             | -0            | 0      | -0     |
| січ.-черв. 2017      | «Кальярі»            | A                    | 3         | -7        | КІ                 | -                  | -                  | -                    | -                    | -                    | -             | -             | -             | 3      | -7     |
| 2017-січ. 2018       | «Мілан»              | A                    | 0         | -0        | КІ                 | 0                  | -0                 | ЛЄ                   | -                    | -                    | -             | -             | -             | 0      | -0     |
| Усього за «Мілан»    | Усього за «Мілан»    | Усього за «Мілан»    | 7         | -10       |                    | 0                  | -0                 |                      | 0                    | -0                   |               | 0             | -0            | 7      | -10    |
| січ.-черв. 2018      | «Емполі»             | B                    | 16        | -14       | КІ                 | -                  | -                  | -                    | -                    | -                    | -             | -             | -             | 16     | -14    |
| 2018–19              | «Перуджа»            | B                    | 36+1      | -49 + -4  | КІ                 | -                  | -                  | -                    | -                    | -                    | -             | -             | -             | 37     | -53    |
| 2019–20              | «Лечче»              | A                    | 34        | -76       | КІ                 | 1                  | 0                  | -                    | -                    | -                    | -             | -             | -             | 35     | -76    |
| 2020–21              | «Лечче»              | B                    | 38+2      | -47 + -2  | КІ                 | 0                  | 0                  | -                    | -                    | -                    | -             | -             | -             | 40     | -49    |
| 2021–22              | «Лечче»              | B                    | 31        | -25       | КІ                 | 2                  | -4                 | -                    | -                    | -                    | -             | -             | -             | 33     | -29    |
| Усього за «Лечче»    | Усього за «Лечче»    | Усього за «Лечче»    | 103+2     | -148 + -2 |                    | 3                  | -4                 |                      | -                    | -                    |               | -             | -             | 108    | -154   |
| Усього за кар'єру    | Усього за кар'єру    | Усього за кар'єру    | 208       | -260      |                    | 3                  | -4                 |                      | 3                    | -2                   |               | 0             | 0             | 214    | -266   |

### Статистика виступів за збірну
Станом на 6 травня 2022 року
| Дата      | Місто     | Господарі | Результат | Гості    | Турнір           | Голи | Примітки |
| --------- | --------- | --------- | --------- | -------- | ---------------- | ---- | -------- |
| 15-8-2012 | Стокгольм | Швеція    | 0 – 3     | Бразилія | товариський матч | -    |          |
| Усього    |           | Матчів    | 1         |          | Голів            | -0   |          |

| Дата      | Місто       | Господарі  | Результат             | Гості             | Турнір                                                   | Голи | Примітки   |
| --------- | ----------- | ---------- | --------------------- | ----------------- | -------------------------------------------------------- | ---- | ---------- |
| 17-1-2011 | Такна       | Бразилія   | 4 – 2                 | Парагвай          | Чемпіонат Південної Америки (U-20) 2011 - 1-й етап       | -2   |            |
| 20-1-2011 | Такна       | Колумбія   | 1 – 3                 | Бразилія          | Чемпіонат Південної Америки (U-20) 2011 - 1-й етап       | -1   |            |
| 23-1-2011 | Такна       | Бразилія   | 1 – 1                 | Болівія           | Чемпіонат Південної Америки (U-20) 2011 - 1-й етап       | -1   |            |
| 31-1-2011 | Арекіпа     | Чилі       | 1 – 5                 | Бразилія          | Чемпіонат Південної Америки (U-20) 2011 - фінальний етап | -1   |            |
| 3-2-2011  | Арекіпа     | Бразилія   | 2 – 0                 | Колумбія          | Чемпіонат Південної Америки (U-20) 2011 - фінальний етап | -    |            |
| 6-2-2011  | Арекіпа     | Аргентина  | 2 – 1                 | Бразилія          | Чемпіонат Південної Америки (U-20) 2011 - фінальний етап | -1   |            |
| 9-2-2011  | Арекіпа     | Еквадор    | 0 – 1                 | Бразилія          | Чемпіонат Південної Америки (U-20) 2011 - фінальний етап | -    |            |
| 12-2-2011 | Арекіпа     | Уругвай    | 0 – 6                 | Бразилія          | Чемпіонат Південної Америки (U-20) 2011 - Фінал          | -    | 11-й титул |
| 12-7-2011 | Терезополіс | Бразилія   | 3 – 0                 | Саудівська Аравія | Товариський матч                                         | -    |            |
| 29-7-2011 | Барранкілья | Бразилія   | 1 – 1                 | Єгипет            | Молодіжний чемпіонат світу 2011 - 1-й етап               | -1   |            |
| 1-8-2011  | Барранкілья | Бразилія   | 3 – 0                 | Австрія           | Молодіжний чемпіонат світу 2011 - 1-й етап               | -    |            |
| 4-8-2011  | Барранкілья | Бразилія   | 4 – 0                 | Панама            | Молодіжний чемпіонат світу 2011 - 1-й етап               | -    |            |
| 10-8-2011 | Барранкілья | Бразилія   | 3 – 0                 | Саудівська Аравія | Молодіжний чемпіонат світу 2011 - 1/8 фіналу             | -    |            |
| ?-8-2011  | Перейра     | Бразилія   | 2 – 2 д.ч. (4-2 п.п.) | Іспанія           | Молодіжний чемпіонат світу 2011 - чвертьфінал            | -2   |            |
| 17-8-2011 | Перейра     | Бразилія   | 2 – 0                 | Мексика           | Молодіжний чемпіонат світу 2011 - півфінал               | -    |            |
| 20-8-2011 | Богота      | Португалія | 2 – 3 д.ч.            | Бразилія          | Молодіжний чемпіонат світу 2011 - Фінал                  | -2   | 5-й титул  |
| Усього    |             | Матчів     | 16                    |                   | Голів                                                    | -12  |            |

## Титули і досягнення
- Переможець Ліги Мінейро (1):

«Крузейру»: 2011
- Володар Суперкубка Італії з футболу (1):

«Мілан»: 2016
- Чемпіон світу (U-20): 2011
- Чемпіон Південної Америки (U-20): 2011
- Срібний олімпійський призер: 2012